# Vaya Con Dios
Vaya Con Dios (šp. pozdrav na rozloučenou Buďte s Bohem) je belgická hudební skupina, založená v roce 1986. Její hlavní postavou a zpěvačkou je Dani Klein (* 1953, vl. jménem Danielle Schoovaerts), kterou v různých obdobích doprovázela měnící se sestava hudebníků.
Kapela je známa využíváním různých hudebních stylů, v jejích písních se mísí latinskoamerická a romská hudba se soft rockem, jazzem, soulem i blues.
Jde o jednu z nejúspěšnějších hudebních skupin belgické historie – dosud prodala více než 7 milionů alb a přes 3 miliony singlů.
Kapela byla aktivní v letech 1986–1996, poté se vyčerpaná Dani Klein z hudebního prostředí stáhla. V roce 2004 skupina na svou předchozí dráhu navázala a v současnosti stále koncertuje.

## Diskografie
- Vaya Con Dios (1988)
- Night Owls (1990)
- Time Flies (1992)
- Roots and Wings (1995)
- The Promise (2004)
- Comme on est venu... (2009)

### Kompilace
- Best Of Vaya Con Dios (1996)
- What's A Woman: The Blue Sides Of Vaya Con Dios (1998)
- The Ultimate Collection (2006)